# Calathea verapax
Calathea verapax är en strimbladsväxtart som beskrevs av John Donnell Smith. Calathea verapax ingår i släktet Calathea och familjen strimbladsväxter. Inga underarter finns listade.